# Thomas J. Bouchard Jr.
Thomas J. Bouchard Jr. (nascido em 3 de outubro de 1937) é um psicólogo norte-americano conhecido por seus estudos de genética comportamental de gêmeos criados separados. Ele é professor emérito de psicologia e diretor do Minnesota Center for Twin and Adoption Research da Universidade de Minnesota. Bouchard recebeu seu PhD pela Universidade da Califórnia, Berkeley em 1966. 

## Pesquisa
Bouchard trabalhou no estudo de gêmeos, particularmente como parte do Minnesota Study of Twins Reared Apart (MISTRA). Este trabalho incluiu estudos de caso, estudos longitudinais e análises e meta-análises quantitativas em grande escala. Estes estudos tentam determinar até que ponto os genes desempenham um papel nos resultados médicos e psicológicos, tais como a personalidade ou a herdabilidade do QI. 
Um dos estudos de caso de Bouchard foi Jim Springer e Jim Lewis (os chamados gêmeos Jim), gêmeos que foram separados desde o nascimento e se reuniram aos 39 anos.  Bouchard providenciou para estudar a dupla, montando uma equipe e solicitando uma bolsa do Pioneer Fund em 1981. De acordo com o Washington Post, os gêmeos “descobriram que se casaram e se divorciaram de uma mulher chamada Linda e se casaram novamente com Betty. Eles compartilhavam interesses em desenho mecânico e carpintaria; sua matéria escolar favorita era matemática, e a menos favorita, ortografia. Eles fumavam e bebiam a mesma quantidade e tinham dores de cabeça na mesma hora do dia."  De acordo com o The New York Times, ambos também possuíam um cachorro chamado "Toy" e deram ao primeiro filho nomes quase idênticos, "James Allan" e "James Alan". 
De acordo com o Google Scholar, Bouchard tem mais de 300 publicações que foram citadas ao todo mais de 38 mil vezes. Ele tem um índice h de 84.

## Prêmios
- Eleito presidente da Behavior Genetics Association (BGA) em 1993 [4]
- Distinto Cientista Palestrante da American Psychological Association em 1995 [5]
- Prêmio Memorial Dobzhansky por uma bolsa vitalícia de excelente estudo em genética do comportamento da BGA em 2001 [4]
- O Prêmio Kistler de 2005 [5]
- Prêmio Lifetime Achievement 2010 da Sociedade Internacional para Pesquisa de Inteligência. [6]
- Medalha de Ouro na Ciência da Psicologia da American Psychological Foundation em 2014. [7] [8]
- Grau Honorário: Doutor em Ciências, 313ª Convocação, Western University, junho de 2019